# District de Kitagunma
Le district de Kitagunma (北群馬郡, Kitagunma-gun) est un district situé dans la préfecture de Gunma, au Japon.

## Géographie

### Démographie
Au 1er janvier 2014, la population du district de Kitagunma était de 34 941 habitants répartis sur une superficie de 48,44 km2.

### Divisions administratives
Le district de Kitagunma est constitué du bourg de Yoshioka et du village de Shintō.